# Гриффит, Джеймс
Эта статья — об актёре. О других людях с таким именем и фамилией см. Гриффит, Джеймс (значения)
Джеймс Гри́ффит (англ. James Griffith; 13 февраля 1916, Лос-Анджелес, Калифорния — 17 сентября 1993, Авила-Бич, Калифорния) — американский характерный актёр кино и телевидения, менее известен как сценарист и музыкант.

## Биография
Джеймс Гриффит родился 13 февраля 1916 года в Лос-Анджелесе (штат Калифорния, США), рос в районе Сан-Педро, затем с семьёй переехал в город Ньюпорт-Бич (Калифорния), где они поселились в районе Бальбоа-Пенинсула. Отца звали Альберт, он был судостроитель; мать — Рут Джеффри; сестра — Дороти (1917—2007). В 1930 году семья, спасаясь от Великой депрессии, уплыла на Таити, но спустя год вернулись в Ньюпорт-Бич, где его родители развелись. После развода он с матерью и сестрой переехал в город Санта-Моника (Калифорния), где они жили у его бабушки по материнской линии. Окончил Калифорнийский университет в Лос-Анджелесе, после чего начал подрабатывать в небольших театрах пригородов Лос-Анджелеса музыкантом (играл на кларнете и саксофоне) и актёром. Но начавшаяся война вынудила его сделать перерыв в творческой карьере, Гриффит ушёл служить и был определён в Корпус морской пехоты, где прослужил с 1941 по 1947 год. Вернувшись с войны, он возобновил свою творческую деятельность, но переключился с театра на кино, и стал актёром, редко возвращаясь к музыке. В 1948 году состоялся дебют актёра на широком экране, а с 1950 года он стал сниматься в телесериалах. Преимущественно играл второстепенные и эпизодические роли злодеев, зачастую без указания в титрах; в основном в вестернах и детективных фильмах.
В 1978 году у актёра диагностировали рак щитовидной железы. Ему была сделана успешная операция по удалению опухоли, но он потерял свой «фирменный» сильный голос, поэтому продюсеры резко сократили число предложений о ролях актёру, так что на этом, фактически, его кинокарьера была окончена.
Джеймс Гриффит скончался 17 сентября 1993 года в поселении Авила-Бич (штат Калифорния) от папиллярного рака щитовидной железы.

### Личная жизнь
Джеймс Гриффит был женат дважды, обе его жены не имели отношения к кинематографу.
1. Маргарет Эллен Флюк. Брак заключён 27 июня 1943 года, 27 декабря 1975 года супруга скончалась. От брака осталась дочь.
2. Элизабет Хилтон Джексон. Брак заключён 18 июля 1984 года (Гриффиту было 68 лет) и продолжался до самой смерти актёра 17 сентября 1993 года. Детей от брака не было.

## Избранная фильмография

### Актёр на широком экране
В титрах указан
- 1948 — Ледяная блондинка / Blonde Ice — Эл Херрик
- 1949 — Поиски опасности / Search for Danger — лейтенант Купер
- 1949 — Борьба с очевидным[англ.] / Fighting Man of the Plains — Куонтрелл
- 1950 — Двойная сделка[англ.] / Double Deal — Уолтер Карнс
- 1951 — Барабаны апачей[англ.] / Apache Drums — лейтенант Глидден
- 1951 — Ревень[англ.] / Rhubarb — Оглторп «Огги» Мидоуз
- 1951 — Леди отдаёт долг[англ.] / The Lady Pays Off — Рональд
- 1952 — Красное небо Монтаны[англ.] / Red Skies of Montana — Бойсе Петерсон
- 1952 — Восемь железных мужчин[англ.] / Eight Iron Men — рядовой Фергюсон
- 1953 — Канзасская тихоокеанская[англ.] / Kansas Pacific — Джо Фарли
- 1953 — Выхода нет[англ.] / No Escape — Питер Хейден
- 1954 — День триумфа[англ.] / Day of Triumph — Иуда Искариот
- 1954 — В Ларами по рельсам[англ.] / Rails Into Laramie — маршал Орри Соммерс
- 1954 — Сеть[англ.] / Dragnet — Джесси Куин
- 1954 — Шанхайская история / The Shanghai Story — Карл Хойт
- 1954 — Чёрные дакоты[англ.] / The Black Dakotas — Уоррен
- 1954 — Мастерсон из Канзаса[англ.] / Masterson of Kansas — Док Холлидей
- 1955 — Под дулом пистолета[англ.] / At Gunpoint — Незнакомец (Боб Александр)
- 1956 — Что бы ни случилось[англ.] / Anything Goes — Пол Холидей
- 1956 — Похвала дурному человеку[англ.] / Tribute to a Bad Man — Барджак
- 1956 — Убийство / The Killing — мистер Граймс
- 1956 — Первый техасец[англ.] / The First Texan — Дэви Крокетт
- 1956 — Мятеж в городке[англ.] / Rebel in Town — маршал Адам Расселл
- 1957 — Пушки форта Юбочкино[англ.] / The Guns of Fort Petticoat — «Копчёная Рыба»
- 1957 — Вампир / The Vampire — Генри Уинстон
- 1959 — Великий рыбак[англ.] / The Big Fisherman — нищий попрошайка
- 1960 — Необычайно прозрачный человек[англ.] / The Amazing Transparent Man — майор Пол Креннер
- 1964 — Рота неудачников[англ.] / Advance to the Rear — Хьюго Заттиг
- 1964 — Лорна / Lorna — «Божий человек»[6] (грозный проповедник)[7]
- 1966 — Большой куш для маленькой леди[англ.] / A Big Hand for the Little Lady — мистер Стриблинг
- 1968 — День злого оружия[англ.] / Day of the Evil Gun — Хейзенвилл, хозяин магазинчика
- 1969 — Небеса с пистолетом[англ.] / Heaven with a Gun — Абрахам Мёрдок
- 1969 — Привет герою[англ.] / Hail, Hero! — художник

В титрах не указан
- 1948 — Каждая девушка должна выйти замуж[англ.] / Every Girl Should Be Married — страховой агент
- 1949 — Праздничный роман[англ.] / Holiday Affair — старший продавец
- 1950 — Яркий лист[англ.] / Bright Leaf — Эллери
- 1950 — Девушка Петти[англ.] / The Petty Girl — лидер оркестра
- 1950 — Переломный момент / The Breaking Point — Чарли
- 1951 — Платёж по требованию[англ.] / Payment on Demand — Артур
- 1951 — В стенах тюрьмы Фолсом / Inside the Walls of Folsom Prison — Карл Гебхардт
- 1951 — Моложе себя и не почувствуешь / As Young as You Feel — кассир
- 1951 — Барабаны глубокого Юга[англ.] / Drums in the Deep South — офицер Союза, докладывающий майору Деннингу
- 1951 — Голубая вуаль[англ.] / The Blue Veil — агент Джоплина
- 1952 — Дождись, когда солнце взойдёт, Нелли[англ.] / Wait till the Sun Shines, Nellie — Олли
- 1953 — Лев на улицах[англ.] / A Lion Is in the Streets — секретарь мэра
- 1954 — Держись подальше от Диабло[англ.] / Ride Clear of Diablo — Генри, кондуктор поезда
- 1954 — Барабанный бой[англ.] / Drum Beat — одноногий ветеран у ворот Белого дома
- 1955 — Сын Синдбада[англ.] / Son of Sinbad — араб-проводник
- 1955 — Человек из Кентукки[англ.] / The Kentuckian — картёжник на пароходе
- 1955 — Ночь охотника / The Night of the Hunter — окружной прокурор[англ.]
- 1957 — Округ Рэйнтри / Raintree County — компаньон мистера Грея в поисках
- 1960 — Спартак / Spartacus — Отон
- 1960 — К северу от Аляски[англ.] / North to Alaska — лидер Армии спасения
- 1961 — Пригоршня чудес / Pocketful of Miracles — Бриско, полицейский детектив
- 1962 — Как был завоёван Запад / How the West Was Won — мужчина, играющий в покер с Кливом Ван Вейленом

### Актёр телевидения
- 1950 — Шоу Джина Отри[англ.] / The Gene Autry Show — разные роли (в 2 эпизодах)
- 1950, 1952—1953, 1955, 1957 — Одинокий рейнджер[англ.] / The Lone Ranger — разные роли (в 7 эпизодах[англ.])
- 1952—1953 — Дни в Долине Смерти / Death Valley Days — разные роли (в 2 эпизодах)
- 1953, 1955 — Кавалькада Америки[англ.] — разные роли (в 2 эпизодах)
- 1954 — Театр «У камина»[англ.] / Fireside Theatre — Эд Фэллон (в эпизоде The Uncrossed River)
- 1954 — Видео-театр «Люкс»[англ.] / Lux Video Theatre — Генри Джексон (в эпизоде Call Me Mrs.)
- 1954 — Рокки Джонс, космический рейнджер[англ.] / Rocky Jones, Space Ranger — разные роли (в 4 эпизодах)
- 1954—1956 — Театр звёзд Шлица[англ.] / Schlitz Playhouse of Stars — разные роли (в 4 эпизодах)
- 1955 — Театр General Electric[англ.] / General Electric Theater — Билл Грин (в эпизоде The Windmill)
- 1955 — Энни Окли[англ.] / Annie Oakley — разные роли (в 2 эпизодах)
- 1955, 1957, 1961, 1963—1964, 1968 — Дымок из ствола / Gunsmoke — разные роли (в 6 эпизодах[англ.])
- 1956, 1958 — Сломанная Стрела[англ.] / Broken Arrow — разные роли (в 2 эпизодах)
- 1956, 1961 — Лесси / Lassie — разные роли (в 2 эпизодах[англ.])
- 1957 — Театр Форда[англ.] / Ford Theatre — мистер Гаррис (в эпизоде Cross Hairs)
- 1957 — Зорро[англ.] / Zorro — Лансер Ромеро (в эпизоде A Fair Trial)
- 1957—1958 — По следу[англ.] / Trackdown — разные роли (в 12 эпизодах)
- 1957, 1962 — Истории Уэллс-Фарго[англ.] / Tales of Wells Fargo — разные роли (в 2 эпизодах[англ.])
- 1957, 1961—1962 — Шайенны[англ.] / Cheyenne — разные роли (в 4 эпизодах[англ.])
- 1957—1959, 1961, 1963—1964 — Караван повозок[англ.] / Wagon Train — разные роли (в 8 эпизодах[англ.])
- 1957, 1961, 1965—1966 — Перри Мейсон / Perry Mason — разные роли (в 4 эпизодах)
- 1958 — Отряд М[англ.] / M Squad — Джеймс Кенитон (в эпизоде Blue Indigo)
- 1958—1959 — Линейка[англ.] / The Lineup — Чарльз Уинтерс (в 2 эпизодах)
- 1959 — Миллионер[англ.] / The Millionaire — Аллан Риз (в эпизоде The Irene Marshall Story)
- 1959 — Мэверик / Maverick — Джон Уэсли Хардин (в эпизоде Duel at Sundown[англ.])
- 1959 — Спасательный отряд № 8[англ.] / Rescue 8 — Рамазес (в эпизоде Children of the Sun)
- 1959 — Неугомонный ствол[англ.] / The Restless Gun — доктор Хэллоп (в эпизоде Dead Man's Hand)
- 1959—1960 — Техасец[англ.] / The Texan — разные роли (в 2 эпизодах)
- 1959—1960 — Взаперти[англ.] / Lock-Up — разные роли (в 2 эпизодах)
- 1959, 1961—1962 — Ларами[англ.] / Laramie — разные роли (в 3 эпизодах)
- 1960 — Речной пароход[англ.] / Riverboat — капрал Сэм Гилер (в эпизоде The Quota)
- 1960—1963 — Сыромятная плеть / Rawhide — разные роли (в 4 эпизодах[англ.])
- 1960—1961, 1967 — Бонанза / Bonanza — разные роли (в 3 эпизодах[англ.])
- 1961 — Преступники[англ.] / Outlaws — Эфраим (в эпизоде Culley)
- 1961 — Шах и мат[англ.] / Checkmate — Харли «Пароход» Расселл (в эпизоде One for the Book)
- 1961 — Жизнь и житие Уайатта Эрпа[англ.] / The Life and Legend of Wyatt Earp — Тим Коннелл (в эпизоде Hiding Behind a Star)
- 1961—1962 — Триллер[англ.] / Thriller — разные роли (в 2 эпизодах)
- 1961—1962 — Высокий человек[англ.] / The Tall Man — разные роли (в 2 эпизодах)
- 1962 — Бронко[англ.] / Bronco — капрал Фонда (в эпизоде Trail of Hatred)
- 1962 — Законник[англ.] / Lawman — Геракл Снид (в эпизоде Jailbreak)
- 1962—1963 — Есть оружие — будут и путешествия[англ.] / Have Gun – Will Travel — разные роли (в 3 эпизодах[англ.])
- 1963 — Бен Кейси / Ben Casey — Джон Рэндэлл (в эпизоде Suffer the Little Children[англ.])
- 1963 — Неприкасаемые[англ.] / The Untouchables — монах Лизель (в эпизоде The Torpedo[англ.])
- 1964 — Доктор Килдэр[англ.] / Dr. Kildare — Гарольд Хатчинсон (в эпизоде To Walk in Grace[англ.])
- 1964 — Путешествия Джейми Макфитерса[англ.] / The Travels of Jaimie McPheeters — разные роли (в 3 эпизодах)
- 1964 — Маленький бродяга / The Littlest Hobo — Гарри Крамер (в эпизоде Blind Alley)
- 1964—1965 — Беглец / The Fugitive — разные роли (в 2 эпизодах[англ.])
- 1964—1967 — Даниэль Бун[англ.] / Daniel Boone — разные роли (в 4 эпизодах[англ.])
- 1965 — Жулики[англ.] / The Rogues — Берт (в эпизоде Bow to a Master)
- 1965 — Три моих сына[англ.] / My Three Sons — доктор Дэвис (в эпизоде Tramp and the Prince[англ.])
- 1965 — Ларедо[англ.] / Laredo — Дик Прайор (в эпизоде The Pride of the Rangers)
- 1965—1966 — Человек, которого звали Шенандоа[англ.] / A Man Called Shenandoah — разные роли (в 2 эпизодах)
- 1966 — Большая долина / The Big Valley — Клайд (в эпизоде A Time to Kill[англ.])
- 1966 — Хани Уэст[англ.] / Honey West — Конрад Уайчерли (в эпизоде It's Earlier Than You Think)
- 1966 — Отряд «Ф»[англ.] / F Troop — сержант Кроуфорд (в эпизоде Johnny Eagle Eye[англ.])
- 1966 — Семья Монро[англ.] / The Monroes — Генри «Лис» Боннард (в эпизоде Court Martial)
- 1966 — Агенты А.Н.К.Л.[англ.] / The Man from U.N.C.L.E. — доктор Требуш (в эпизоде The Take Me to Your Leader Affair[англ.])
- 1966—1967 — Бэтмен / Batman — разные роли (в 3 эпизодах[англ.])
- 1967 — The Monkees — Маршалл (в эпизоде Monkees in Texas[англ.])
- 1968—1969 — Вирджинец[англ.] / The Virginian — разные роли (в 2 эпизодах[англ.])
- 1968—1969 — Лансер[англ.] / Lancer — разные роли (в 3 эпизодах)
- 1969 — Стволы Уилла Соннетта[англ.] / The Guns of Will Sonnett — майор Кросс (в эпизоде Time Is the Rider)
- 1969 — Семеро в темноте[англ.] / Seven in Darkness — Харлан Кэбот
- 1969 — Отряд «Стиляги»[англ.] / The Mod Squad — Бубба Джонсон (в эпизоде The Death of Wild Bill Hannachek[англ.])
- 1971 — Смелые: Сенатор[англ.] / The Bold Ones: The Senator — Ченнинг (в эпизоде Some Day, They'll Elect a President)
- 1971, 1973—1974 — Медицинский центр[англ.] / Medical Center — разные роли (в 4 эпизодах[англ.])
- 1972 — Кунг-фу[англ.] / Kung Fu — Джо Пёрди (в эпизоде Dark Angel[англ.])
- 1973, 1977 — Критическое положение![англ.] / Emergency! — разные роли (в 2 эпизодах[англ.])
- 1974 — Колчак: Ночной охотник[англ.] / Kolchak: The Night Stalker — Шварц (в эпизоде Bad Medicine)
- 1974, 1976 — Улицы Сан-Франциско / The Streets of San Francisco — разные роли (в 3 эпизодах[англ.])
- 1975 — Человек на шесть миллионов долларов[англ.] / The Six Million Dollar Man — Уилл Лонг (в эпизоде Taneha[англ.])
- 1975 — Спецназ / S.W.A.T. — сержант Рирдон (в эпизоде Omega One[англ.])
- 1975 — Коджак / Kojak — мистер Свифт (в эпизоде How Cruel the Frost, How Bright the Stars[англ.])
- 1975 — Варварский берег[англ.] / Barbary Coast — Эйкел (в эпизоде The Day Cable Was Hanged)
- 1975, 1982 — Маленький домик в прериях / Little House on the Prairie — разные роли (в 2 эпизодах[англ.])
- 1976 — Секреты Исиды[англ.] / The Secrets of Isis — доктор Блэндфорд (в эпизоде Seeing Eye Horse)
- 1976 — Наводнение![англ.] / Flood! — Чарли Дэвис
- 1977 — Полицейская история[англ.] / Police Story — Трэвис Колдер (в эпизоде Nightmare on a Sunday Morning[англ.])
- 1978 — Остров фантазий / Fantasy Island — Езекия Пью (в эпизоде Superstar / Salem[англ.])
- 1979 — Би Джей и Медведь[англ.] / B. J. and the Bear — дядя Мосс (в 2 эпизодах)
- 1981 — Супруги Харт / Hart to Hart — старатель (в эпизоде Murder in the Saddle[англ.])
- 1984 — Охотник Джон[англ.] / Trapper John, M.D. — мистер Гарретт (в эпизоде This Gland Is Your Gland[англ.])

### Сценарист
- 1964 — Лорна / Lorna
- 1965 — Мотопсихи / Motorpsycho
- 1967 — Миссия невыполнима / Mission: Impossible (эпизод The Astrologer)
- 1968 — Шалако / Shalako
- 1971 — Кэтлоу / Catlow

### Прочие работы
- 1964 — Лорна / Lorna — композитор (в титрах не указан) и режиссёр диалогов

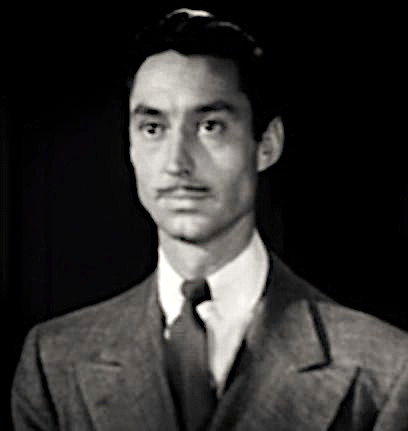
В фильме «Ледяная блондинка» (1948, впервые на экране)
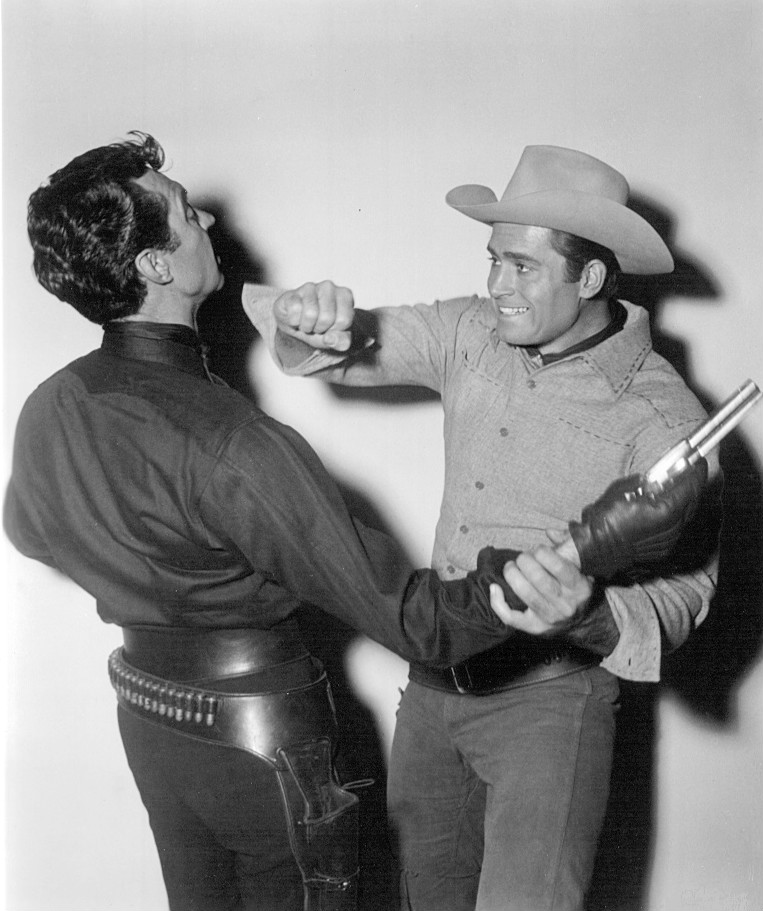
С Клинтом Уокером (стоит лицом) на съёмках сериала «Шайенны[англ.]» (1957)
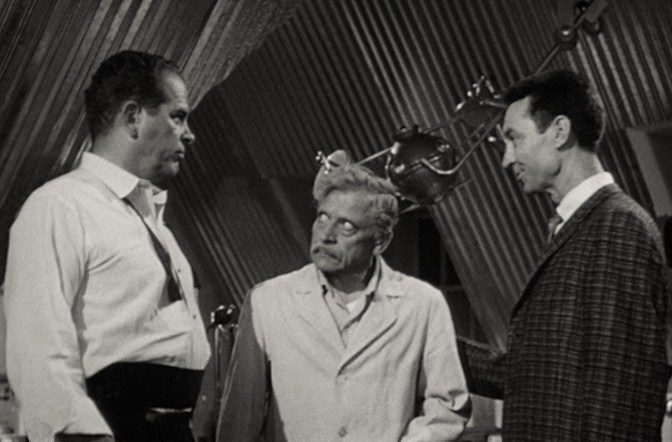
Слева направо: Дуглас Кеннеди, Иван Тризо и Джеймс Гриффит в фильме «Необычайно прозрачный человек[англ.]» (1960)